# Đường cao tốc Đà Nẵng – Quảng Ngãi
Đường cao tốc Đà Nẵng – Quảng Ngãi (ký hiệu toàn tuyến là CT.01) là một đoạn đường cao tốc thuộc hệ thống đường cao tốc Bắc – Nam phía Đông qua địa phận thành phố Đà Nẵng và tỉnh Quảng Ngãi.

## Vị trí
Tuyến đường có tổng chiều dài 139 km, trong đó đoạn qua Đà Nẵng dài 104 km và đoạn qua Quảng Ngãi dài 35 km; điểm đầu tuyến tại nút giao Túy Loan thuộc thôn Tuý Loan, xã Bà Nà, Thành phố Đà Nẵng, kết nối với đường cao tốc La Sơn – Túy Loan và điểm cuối là nút giao thông đường vành đai quy hoạch thành phố Quảng Ngãi thuộc xã Nghĩa Giang, tỉnh Quảng Ngãi, nối tiếp với đường cao tốc Quảng Ngãi – Hoài Nhơn.

## Thiết kế
Giai đoạn 1 của dự án xây dựng mặt đường 4 làn xe và 2 làn dừng khẩn cấp, vận tốc tối đa 120 km/h; giai đoạn hoàn chỉnh xây dựng theo quy mô 6 làn xe và 2 làn dừng khẩn cấp, nền đường rộng 32,25 m; vận tốc thiết kế 120 km/h. Trên tuyến có một hầm xuyên núi là hầm núi Eo có chiều dài 556m với hầm đi về phía Bắc, còn hầm đi về phía nam có chiều dài 515m.

## Xây dựng
Tổng chi phí xây dựng là gần 34.500 tỷ đồng, tương đương 1,641 tỷ USD; do Tổng Công ty đầu tư phát triển đường cao tốc Việt Nam (VEC) làm chủ đầu tư. Trong đó, 798,56 triệu USD được đầu tư từ nguồn vốn vay của Cơ quan Hợp tác quốc tế Nhật Bản (JICA), 590,39 triệu USD từ Ngân hàng Thế giới (WB), còn lại sử dụng vốn đối ứng của nhà nước cho công tác giải phóng mặt bằng, quản lý dự án... Đường cao tốc chính thức khởi công vào tháng 5 năm 2013 và đã hoàn thành 65 km đầu tiên từ Nút giao Tam Kỳ đến Túy Loan vào ngày 2 tháng 8 năm 2017. Ngày 2 tháng 9 năm 2018, toàn tuyến đường cao tốc Đà Nẵng – Quảng Ngãi được thông xe kĩ thuật. Do gặp một số vướng mắc về cơ chế, hiện tại nút giao Dung Quất (xã Bình Sơn, tỉnh Quảng Ngãi) chưa thể hoàn thành, VEC cho biết sẽ sớm triển khai thi công để hoàn thành các hạng mục còn lại.
Tuyến đường này giúp rút ngắn thời gian di chuyển từ Đà Nẵng đến các tỉnh vùng duyên hải Nam Trung Bộ và giải quyết tình trạng quá tải cho Quốc lộ 1.

## Chi tiết tuyến đường

Bảng thông tin tốc độ cao tốc (Trừ đoạn hầm Núi Eo)

### Làn xe
- 4 làn xe và 2 làn dừng khẩn cấp

### Chiều dài
- Toàn tuyến: 139,2 km

### Tốc độ giới hạn
- Tối đa: 120 km/h, tối thiểu: 60 km/h
- Hầm núi Eo: Tối đa: 100 km/h, tối thiểu: 60 km/h

### Đường hầm
| Tên hầm    | Vị trí                          | Chiều dài | Năm hoàn thành | Ghi chú             |
| ---------- | ------------------------------- | --------- | -------------- | ------------------- |
| Hầm núi Eo | Duy Trinh, Duy Xuyên, Quảng Nam | 515m      | 2017           | Hướng đi Quảng Ngãi |
| Hầm núi Eo | Duy Trinh, Duy Xuyên, Quảng Nam | 556m      | 2017           | Hướng đi Đà Nẵng    |

## Lộ trình chi tiết
- IC - Nút giao, JCT - Điểm lên xuống, SA - Khu vực dịch vụ (Trạm dừng nghỉ), TN - Hầm đường bộ, TG - Trạm thu phí, BR - Cầu
- Đơn vị đo khoảng cách là km.

| Số                                                         | Tên                                                   | Khoảng cách từ đầu tuyến                              | Kết nối                                               | Ghi chú                                               | Vị trí                                                | Vị trí                                                |
| Kết nối trực tiếp với Đường cao tốc La Sơn – Túy Loan      | Kết nối trực tiếp với Đường cao tốc La Sơn – Túy Loan | Kết nối trực tiếp với Đường cao tốc La Sơn – Túy Loan | Kết nối trực tiếp với Đường cao tốc La Sơn – Túy Loan | Kết nối trực tiếp với Đường cao tốc La Sơn – Túy Loan | Kết nối trực tiếp với Đường cao tốc La Sơn – Túy Loan | Kết nối trực tiếp với Đường cao tốc La Sơn – Túy Loan |
| ---------------------------------------------------------- | ----------------------------------------------------- | ----------------------------------------------------- | ----------------------------------------------------- | ----------------------------------------------------- | ----------------------------------------------------- | ----------------------------------------------------- |
| 1                                                          | IC Túy Loan                                           | 924.5                                                 | Quốc lộ 14B Quốc lộ 1 (Đường tránh Nam Hải Vân)       | Đầu tuyến đường cao tốc                               | Đà Nẵng                                               | Bà Nà                                                 |
| BR                                                         | Cầu Túy Loan                                          | ↓                                                     |                                                       | Vượt sông Túy Loan                                    | Đà Nẵng                                               | Ranh giới Cẩm Lệ – Hòa Vang                           |
| BR                                                         | Cầu Cẩm Lệ                                            | ↓                                                     |                                                       | Vượt sông Cẩm Lệ                                      | Đà Nẵng                                               | Ranh giới Hòa Vang – Hòa Tiến                         |
| TG                                                         | Trạm thu phí Túy Loan                                 | 928.5                                                 |                                                       |                                                       | Đà Nẵng                                               | Hòa Tiến                                              |
| 2                                                          | IC Phong Thử (Mỹ Sơn)                                 | 937.6                                                 | Đường tỉnh 720                                        |                                                       | Đà Nẵng                                               | Điện Bàn Tây                                          |
| BR                                                         | Cầu Kỳ Lam                                            | ↓                                                     |                                                       | Vượt sông Thu Bồn                                     | Đà Nẵng                                               | Ranh giới Điện Bàn Tây – Gò Nổi                       |
| BR                                                         | Cầu Chiêm Sơn                                         | ↓                                                     |                                                       | Vượt sông Thu Bồn                                     | Đà Nẵng                                               | Ranh giới Gò Nổi – Duy Xuyên                          |
| TN                                                         | Hầm đường bộ Núi Eo                                   | ↓                                                     |                                                       |                                                       | Đà Nẵng                                               | Duy Xuyên                                             |
| SA                                                         | Trạm dừng nghỉ                                        |                                                       | Hướng Bắc - Nam                                       | Chưa thi công                                         | Đà Nẵng                                               | Xuân Phú                                              |
| 3                                                          | IC Hà Lam                                             | 965.6                                                 | Quốc lộ 14E                                           |                                                       | Đà Nẵng                                               | Thăng Bình                                            |
| 4                                                          | IC Tam Kỳ                                             | 990.0                                                 | Quốc lộ 40B                                           |                                                       | Đà Nẵng                                               | Chiên Đàn                                             |
| SA                                                         | Trạm dừng nghỉ                                        |                                                       | Hướng Nam – Bắc                                       | Đang thi công                                         | Đà Nẵng                                               | Hương Trà                                             |
| BR                                                         | Cầu Tam Kỳ                                            | ↓                                                     |                                                       | Vượt sông Tam Kỳ                                      | Đà Nẵng                                               | Ranh giới Hương Trà – Tam Xuân                        |
| 5                                                          | IC Chu Lai                                            | 1009.2                                                | Quốc lộ 1                                             |                                                       | Đà Nẵng                                               | Tam Anh                                               |
| SA                                                         | Trạm dừng nghỉ                                        |                                                       |                                                       | Chưa thi công                                         | Đà Nẵng                                               | Tam Mỹ                                                |
| 6                                                          | IC Dung Quất                                          | 1029.0                                                | Quốc lộ 1                                             | Đang thi công                                         | Quảng Ngãi                                            | Bình Sơn                                              |
| 7                                                          | IC CT.22                                              | -                                                     | Đường cao tốc Quảng Nam – Quảng Ngãi                  | Chưa thi công                                         | Quảng Ngãi                                            | Bình Sơn                                              |
| BR                                                         |                                                       | ↓                                                     |                                                       | Vượt sông Trà Bồng                                    | Quảng Ngãi                                            | Ranh giới Bình Sơn – Bình Chương                      |
| 8                                                          | IC Bắc Quảng Ngãi                                     | 1051.3                                                | Quốc lộ 24B                                           |                                                       | Quảng Ngãi                                            | Thọ Phong                                             |
| BR                                                         | Cầu Trà Khúc                                          | ↓                                                     |                                                       | Vượt sông Trà Khúc                                    | Quảng Ngãi                                            | Ranh giới Sơn Tịnh – Nghĩa Giang                      |
| TG                                                         | Trạm thu phí Quảng Ngãi                               | 1057.0                                                |                                                       |                                                       | Quảng Ngãi                                            | Nghĩa Giang                                           |
| -                                                          | Nam Quảng Ngãi                                        | 1064.0                                                | Đường vành đai thành phố Quảng Ngãi                   | Cuối tuyến đường cao tốc                              | Quảng Ngãi                                            | Nghĩa Giang                                           |
| Kết nối trực tiếp với Đường cao tốc Quảng Ngãi – Hoài Nhơn |                                                       |                                                       |                                                       |                                                       |                                                       |                                                       |
| 1.000 mi = 1.609 km; 1.000 km = 0.621 mi                   |                                                       |                                                       |                                                       |                                                       |                                                       |                                                       |

## Vụ án sai phạm đường cao tốc Đà Nẵng – Quảng Ngãi
Từ khi đi vào khai thác, đường cao tốc gặp nhiều sự cố liên quan đến ổ gà do chất lượng thi công. Liên quan đến sai phạm tại dự án cao tốc Đà Nẵng – Quảng Ngãi, vào tháng 3 năm 2022, Cơ quan Cảnh sát điều tra Bộ Công an đã khởi tố, bắt tạm giam ông Mai Tuấn Anh, nguyên Tổng giám đốc, Chủ tịch Hội đồng thành viên Tổng công ty Đầu tư phát triển đường cao tốc Việt Nam (VEC) về tội thiếu trách nhiệm gây hậu quả nghiêm trọng.
Cùng tội danh vi phạm quy định về đầu tư công trình xây dựng gây hậu quả nghiêm trọng, 6 người khác bị khởi tố, tạm giam gồm: Trần Văn Tám, nguyên Tổng Giám đốc VEC, nguyên Chủ tịch Hội đồng nghiệm thu cơ sở dự án đường cao tốc Đà Nẵng – Quảng Ngãi; Nguyễn Mạnh Hùng và Lê Quang Hào, đều là nguyên Phó Tổng giám đốc VEC; Nguyễn Tiến Thành, nguyên Giám đốc Ban Quản lý dự án; Đỗ Ngọc Ân, nguyên Phó Giám đốc Ban quản lý dự án; Hà Văn Bình, nguyên Phó Giám đốc phụ trách gói thầu.

## Sự cố kỹ thuật
Khoảng tháng 10, tháng 11 năm 2018, trên đoạn đường từ Đà Nẵng đến Tam Kỳ, xuất hiện một số ổ gà.
Vào tháng 9 năm 2019, tình trạng ổ gà tiếp tục xuất hiện, chủ yếu là ở đầu tuyến đường và tuyến nối.